# アメリカ施政権下の小笠原諸島

小笠原諸島
Bonin islands

アメリカ施政権下の小笠原諸島（アメリカしせいけんかのおがさわらしょとう）では、1945年（昭和20年）のアメリカ軍による小笠原諸島（南方諸島）占領から、1968年（昭和43年）6月26日の小笠原本土復帰に至るまでの、23年間に及ぶアメリカ合衆国による統治時代について解説する。

## 歴史

### 前史

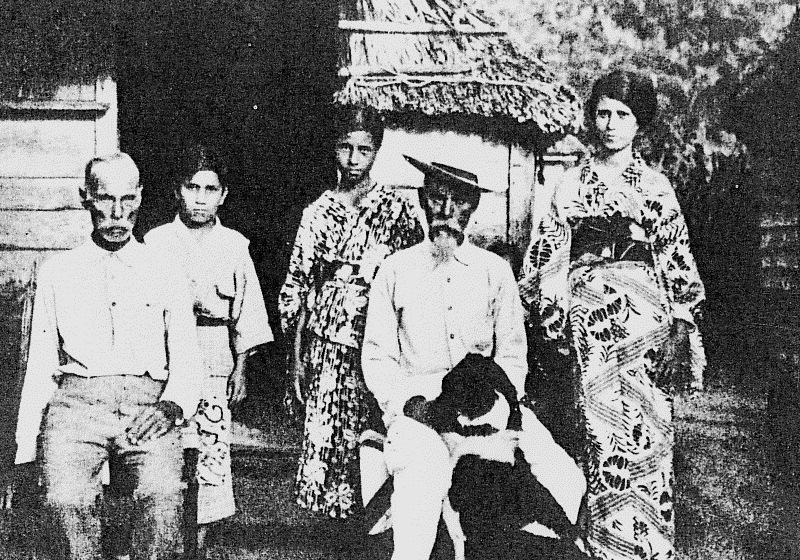
20世紀前半の欧米系島民

小笠原諸島は、寛文10年2月（1670年4月）に長右衛門ら7名が母島に漂着して以来、日本ではその存在を知られていたが、幕府は延宝3年（1675年）5月に調査船を派遣したのみで、実効支配を行っていなかった。19世紀に入り、欧米の捕鯨船が日本近海に出漁するようになると、小笠原諸島に寄港する船が増加し、文政10年（1827年）6月にはイギリス軍艦のブロッサム号（HMS Blossom）が父島に来航し、艦長のフレデリック・ウィリアム・ビーチー（Frederick William Beechey）は父島をはじめとする小笠原群島の領有宣言を行っている。しかし、この領有宣言はイギリス政府から正式に承認されず、文政13年5月10日（1830年6月26日） にアメリカ人ナサニエル・セイヴァリー（Nathaniel Savory）ら欧米人男性5人と太平洋諸島出身の男女20人がハワイ王国から父島に入植し、小笠原諸島には欧米系島民が暮らすようになった。
幕末には日本、アメリカ合衆国、イギリスの3国で小笠原諸島の領有権が争われた。幕府は17世紀に行った調査をもとに先占権を訴え、文久元年12月（1862年1月）に外国奉行水野忠徳、小笠原島開拓御用小花作助らを父島へ派遣し、欧米系島民と会談した。その結果、欧米系島民による既得権益が認められ、代わりに日本による小笠原諸島領有を了承させた。幕府は翌文久2年8月（1863年9月）に八丈島から移住者30名を父島へ送ったが、同月に生麦事件が発生して日英関係が悪化したため、文久3年5月（1864年6月）に父島から撤収することになった。最終的に小笠原諸島の領有権が決定するのは、1875年（明治8年）11月に明治政府が明治丸を父島へ派遣し、欧米系島民の代表者13名と小花作助ら小笠原回収委員が会談を行ってからであった。欧米系島民は日本による小笠原諸島領有を認め、翌1876年（明治9年）9月に明治政府は諸外国に対して小笠原諸島領有を宣言した。
その後、1882年（明治15年）までに欧米系島民は全員日本に帰化した。また1881年（明治14年）には、小笠原諸島への渡航禁止令が解除され、横浜からの定期船が増便された結果、日本本土や八丈島からの移民が入植するようになった。1891年（明治24年）に硫黄島を含む火山列島、1898年（明治31年）に南鳥島が日本領となり、それらの島々にも移民が入植した。さらに第一次世界大戦の結果、日本は1920年（大正9年）に北マリアナ諸島、パラオ諸島、カロリン諸島、マーシャル諸島などの島々を委任統治領として獲得すると、小笠原諸島はそれらミクロネシアの島々と日本本土を結ぶ中継地点として繁栄した。

### 太平洋戦争
1941年（昭和16年）12月8日に太平洋戦争が勃発した。最初の2年半の間は平静を保ったが、日本軍は1944年（昭和19年）5月に栗林忠道中将指揮の下、父島要塞守備隊を主力とした小笠原兵団を編成し、小笠原諸島の防衛にあたった。6月15日、父島や硫黄島がアメリカ軍による空襲を受けたため、7月に硫黄島島民約1,000人を含む島民6,886人が日本本土へ強制的に疎開することになったが、825人の島民は軍属として残留した。
1945年（昭和20年）2月19日から硫黄島の戦いが行われ、島民82人を含む21,900人の日本軍将兵が戦死した。3月26日の日本軍の組織抵抗の終結に伴い、硫黄島はアメリカ軍の占領下に入った。なお、小笠原諸島のその他の島へはアメリカ軍の上陸作戦は行われず、終戦まで日本軍が保持した。しかしアメリカ軍によって補給線が断たれたために食料は欠乏し、軍属1人あたり1日に乾パン3個、米飯と味噌汁1杯しか支給されず、父島と母島を合わせて200名あまりが餓死した。
8月15日の玉音放送ののち、9月3日にマハン級駆逐艦ダンラップ（USS Dunlap (DD-384)）が父島に入港した。ダンラップ艦上で降伏文書の調印が行われた結果、小笠原諸島の日本軍は連合国軍に降伏し、小笠原諸島全域が事実上アメリカ海軍の占領下に入ることになった
。

### 欧米系島民の帰島

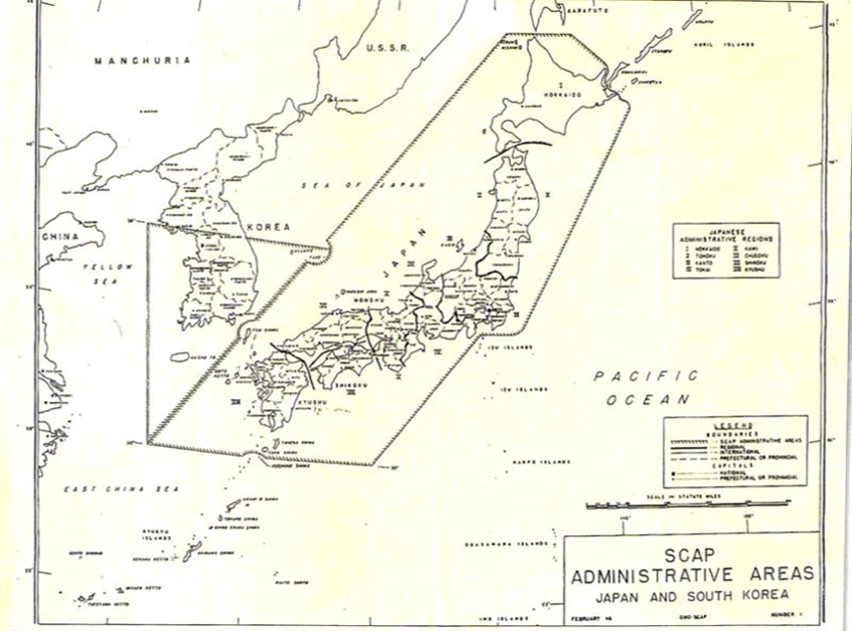
SCAPIN-677によって決められた日本の施政権が及ぶ範囲

1946年（昭和21年）1月29日、連合国軍最高司令官総司令部（GHQ）よりSCAPIN-677が指令された。このSCAPIN-677によって小笠原諸島全域における日本の施政権が停止され、正式に連合国軍の1国であったアメリカ軍の占領担当地域になり軍政が始まった。
日本本土に疎開した欧米系島民の多くは、戦時中は東京都練馬区の工場で薬莢作りに従事したのち、終戦後は横須賀市田浦周辺に集住していた。1945年（昭和20年）後半、アメリカ領事のアレクシス・ジョンソン（Alexis Johnson）に欧米系島民代表のフレッド・セイヴァリー（Fred Savory）が接触し、帰島許可を求める請願書を手渡した。これを受けて、アメリカ軍は翌1946年（昭和21年）3月19日に、欧米系島民およびその配偶者（Families of American-European Origin）に限り父島への帰島を許可した。一方、4月には欧米系島民以外の旧島民代表がGHQに陳情し、帰島促進を求める請願書を提出したが帰島許可は下りなかった。
アメリカ軍による帰島許可を受けて、10月17日に欧米系島民のうち129人が駆逐艦欅で父島に帰島した。帰島当初、父島に戦前から残っていた建物は2軒のみであったため、欧米系島民たちは父島のアメリカ軍兵舎で1,2家族ごとに共同で暮らし、食料は日本軍の貯蔵庫にあったものを利用していた。10月19日には住民自治組織である小笠原諸島代表委員会（Bonin island council 五人委員会とも）が設立された。
12月21日、昭和南海地震を原因とした津波が父島に押し寄せ、島民たちの住宅環境はさらに劣悪となった。そのため、米軍はサイパンの日本軍捕虜収容所から物資を輸送し、米軍から住宅資材の提供を受けた島民たちは、大村地区に戦前の土地の区割りと関係なく住宅を建てて移住した。これは電気や上下水道を安価に利用するために行われた措置であったが、返還後に土地の所有権をめぐって民事訴訟で争われたケースもある。

### 初期の日米交渉

サンフランシスコ平和条約に署名する吉田茂と日本全権委員団

アメリカ政府内では、太平洋戦争中から小笠原諸島の戦後処理について話し合いを行っており、1943年5月に行われたアメリカ国務省政治小委員会（Political Subcommittee）では、小笠原諸島を戦後も日本の主権下に残すべきか議論が行われている。そのため、1946年11月にアメリカ国務省で起草された対日平和条約草案では、伊豆諸島の非武装化と小笠原諸島の主権の放棄及び信託統治領化が記載された。これはアメリカ国防総省の強い意向があったためで、その1年後に起草された草案においても、沖縄は日本の主権下に残されることが検討されたのに対し、小笠原諸島については引き続き信託統治領化が定められた。これに対しアメリカ国務省内からは、小笠原諸島及び沖縄の信託統治領化は日本の世論を過度に刺激するという反対意見も挙がっていた。
1950年（昭和25年）12月、外務省顧問の白洲次郎は、アメリカ国務省のロバート・フィアリー（Robert A.Fearey）と、東京で平和条約について会談した。その会談で白洲は、小笠原諸島及び沖縄の信託統治領化に反対したが、両地域におけるアメリカの軍事的利益に対しては譲歩する用意があることを伝えた。この後白洲は首相の吉田茂と協議し、もしアメリカが小笠原諸島及び沖縄の信託統治領化に固執した場合、信託統治に期限を設けるか、日本が信託統治領の共同施政者となること、そして日本本土と両地域の往来の自由や小笠原諸島民の帰島をアメリカに提案することで方針を固めた。
1951年（昭和26年）1月、アメリカ国務長官政治顧問のジョン・フォスター・ダレス（John Foster Dulles）が来日し、吉田と2回にわたり会談を行った。この会談でダレスは小笠原諸島及び沖縄の返還に強く反対したが、この会談以降日本国内では返還の世論が高まり、平和条約批准反対の声も上がった。そのため、ダレスはアメリカ国防総省やイギリスと折衝を行い、新たな草案では日本による主権の放棄が定められなくなった。一方吉田は、6月に来日したアメリカ国務省北東アジア部長のジョン・ムーア・アリソン（John Moore Allison）とも会談し、住民の日本国籍維持や小笠原諸島民の帰島などを要請した。
1952年（昭和27年）4月28日、サンフランシスコ平和条約の発効に伴い、アメリカが小笠原諸島を信託統治下に置くことを国際連合に提案し、その提案が国際連合で可決されるまでの期間、アメリカが小笠原諸島の行政、立法、司法のすべての権限を行使することが規定された。サンフランシスコ平和条約第2章第3条で規定されたのは、信託統治可決までアメリカが小笠原諸島の行政、立法、司法のすべての権限を行使することであり、小笠原諸島に対する主権の放棄は規定されていないため、日本は小笠原諸島に対する潜在的主権（残存主権）を返還まで持ち続けることができ、住民も日本国籍を維持することが可能となった。しかし一方で、条約発効に伴い日本の施政権が完全に及ばなくなったため、東京都小笠原支庁および各村の役場が廃止された。

### 帰島運動
欧米系島民以外の多くの旧島民は、小笠原諸島へすぐに帰島することができなかった。旧島民の多くは疎開によって着の身着のままやってきた者が多く、また帰島を希望するが故に日本本土に生活基盤を築かなかった者も多かったため、生活に困窮した。帰島を希望する旧島民たちは1947年（昭和22年）7月に小笠原島・硫黄島帰郷促進連盟を設立して、GHQや日本、アメリカ両政府に対して陳情を繰り返した。
1952年（昭和27年）9月には、帰郷促進連盟の陳情を受けた岡崎勝男外務大臣が駐日大使のロバート・ダニエル・マーフィー（Robert Daniel Murphy）と会談し、翌10月に行われる父島の現地調査に日本側代表者を同行させることを了承させた。これを受けて、帰郷促進連盟から1名が父島に派遣されることが決まったが、アメリカ国防総省の反対により、現地調査はアメリカ政府関係者のみで行われた。なお、1955年（昭和30年）当時、帰島を希望する旧島民の数は旧島民全体の37%にあたる2,600名であり、帰郷促進連盟がアメリカ政府に送った陳情書の数は、1947年（昭和22年）から1962年（昭和37年）の16年間で86通に及んだ。
この運動に対して、小笠原諸島米国軍政府長官であったアーサー・W・ラドフォード（Arthur William Radford）は、1951年（昭和26年）に父島を視察した後、対ソ連戦略において、父島の潜水艦基地及び硫黄島の空軍基地は補助基地として必要不可欠であると考えた。そのため、欧米系島民のアメリカ市民権獲得を支援した反面、日本への返還や旧島民の帰島に強く反対した。またラドフォードは、旧島民の帰島によって反基地運動が起こることにも懸念を示した。加えて、1956年（昭和31年）6月から父島と硫黄島に核兵器が保管され始めたため、アメリカ国防総省は住民の帰島により一層難色を示すようになった。一方、駐日大使のロバート・ダニエル・マーフィーからは、1952年（昭和27年）に米軍基地のない母島への帰島を認める妥協案が出されたが、この案はラドフォードによって却下された。
また、欧米系島民の中には旧島民の帰島に反対する声もあった。1955年（昭和30年）11月に訪米した小笠原諸島代表委員会の代表団は、国防総省及び国務省の関係者と面会し、82人分の署名とともに意見書を手渡した。意見書の内容は、旧島民のほとんどが1930年代以降の移住者であること、旧島民7000人全員の受け入れは不可能であることについて書かれていた。
帰島運動と並行して、帰郷促進連盟は日米両政府に対して生活補償金の支払いを求め続けた。当初、日米両政府は補償金の支払いを拒否していたが、日本政府からは1955年（昭和30年）に1億円、翌1956年（昭和31年）に4000万円の見舞金が支給され、アメリカ政府からは1959年（昭和34年）に請求額の半額にあたる600万ドルが支給された。しかし、補償金の配分を巡って帰郷促進連盟は4つの派閥に分かれて対立し、補償金の配分が完了するのは1963年（昭和38年）になってからであった。

### アメリカ統治の終了
小笠原諸島をめぐる日米間の返還交渉は1950年代から行われており、アメリカ国務省は条件付きながらも小笠原諸島返還に前向きであった。1956年（昭和31年）、駐日大使となったジョン・ムーア・アリソンは国務長官に就任したダレスに対し、「個人的には、日本が十分な海軍力を整えれば、直ぐに小笠原諸島を返還することが日本とのパートナーシップの構築へ貢献できると思う」と述べている。また同じ年、アメリカ国務省日本担当官であったジェームズ・マーティンJr（James V.Martin Jr）は「米国が琉球と小笠原諸島の返還に積極的でないのは、日本が中立主義に傾く可能性への恐怖である」と外務省の駐米一等書記官に話している。しかし、アメリカ国防総省の反対によって小笠原諸島返還交渉は遅々として進まなかった。
1967年（昭和42年）5月23日、三木武夫外務大臣は参議院予算委員会第2分科会の答弁において、「小笠原の返還、この問題についてはいろいろ軍事的な施設もあるとは思うけれども、沖縄とは多少軍事施設についても差があることは事実だろうから、今後とも小笠原の返還については、政府として努力していきたいと考えている」と発言し、翌日の記者会見でも日本政府としては小笠原と沖縄の問題を分けて考えることは悪い考えではないという見解を示した。これを受けて、アメリカ政府は駐日大使のウラル・アレクシス・ジョンソン（Ural Alexis Johnson）を通して秘密協議の場を設けることを決め、7月に三木とジョンソンは東京のホテルニューオータニで秘密協議を行った。この秘密協議で、沖縄と比較して小笠原諸島の軍事的価値が微々たるものであることについては両者合意したが、小笠原諸島返還によって沖縄返還への圧力が高まる可能性があるとして、ジョンソンは小笠原諸島返還に慎重な立場をとった。11月の佐藤栄作首相訪米を前に、日本では小笠原諸島と沖縄返還について関心が高まる中、9月に訪米した三木はロバート・マクナマラ（Robert Strange McNamara）国防総省長官と会談し、マクナマラは小笠原諸島の返還は沖縄返還よりも容易であることを認めた。
共同宣言起草に向けた日米協議は10月11日から始まった。この時点でアメリカ政府は、小笠原諸島返還についての最終決定を下していなかったが、硫黄島を小笠原諸島から切り離す提案をした。日本側はこれを認めず、代替案として基地の継続使用と自衛隊をシーレーン防衛の支援に投入することを提案した。これを受けて、アメリカ政府は11月3日に、小笠原諸島返還に関する日本との協議を速やかに開始することを決定し、返還後の軍事基地使用継続や沖縄の即時返還要求に対する圧力の緩和などが返還の条件とされた。
1967年（昭和42年）11月15日、佐藤栄作首相とリンドン・ジョンソン大統領が会談した結果、日米間で南方諸島及びその他の諸島に関する日本国とアメリカ合衆国との間の協定（米国との小笠原返還協定）が締結された。翌1968年（昭和43年）4月5日には日米間で本協定が締結・調印され、5月22日、採決を棄権した日本共産党を除き、全会一致で国会の承認を受けた。
返還に先立って、1967年（昭和42年）12月8日に「小笠原復帰対策本部」が設置された。翌1968年（昭和43年）1月18日には、海上自衛隊の護衛艦たかつきと海上保安庁の巡視船いずが父島に派遣され、30人あまりの代表団が10日間にわたって島民への聞き取りなどの現地調査を行った。また反対に、小笠原諸島代表委員会から代表3名が東京に招待された。
この頃には復帰が既定路線になり、監視が緩くなることを見越して日本の漁船が盛んに小笠原諸島近海に出漁。アメリカ海軍に領海侵犯で拿捕されるケースが続発した。返還4か月前の1968年2月28日にも西島付近で漁船が拿捕され、外務省が駐日アメリカ大使館に「好意的な処理」をしてもらえるよう申し入れを行う出来事もあった。
| 小笠原諸島復帰50周年記念1000円銀貨幣（2018年発行） |  | 小笠原諸島復帰50周年記念1000円銀貨幣（2018年発行） |
| 小笠原諸島復帰50周年記念1000円銀貨幣（2018年発行） |  |                                                    |

同年6月26日正午（日本標準時）、父島のアメリカ海軍司令部前で返還式典が行われ、小笠原諸島は日本に復帰した。返還後、欧米系島民には3年間の国籍猶予期間が与えられたため、アメリカ国籍を選択してアメリカに移住した者も少なくない。また、小笠原諸島は返還後日米安全保障条約の範囲に含まれたため、引き続き硫黄島と南鳥島には硫黄島ロランC主局と南鳥島ロランC局の管理を目的として、アメリカ沿岸警備隊が駐留した。その後、硫黄島ロランC主局は1994年（平成6年）に廃局となり、南鳥島ロランC局は1993年（平成5年）に海上保安庁に引き渡されたため、小笠原諸島から米軍は撤収した。
また返還後、欧米系島民以外の旧島民の父島、母島への帰島も自由となったが、実際に小笠原諸島へ帰島した旧島民の数は、1982年（昭和57年）の時点で649名であった。

### 関連年表
1941年（昭和16年）
- 12月8日 - 太平洋戦争が開戦する。

1944年（昭和19年）
- 7月 - 硫黄島島民約1,000人を含む島民6,886人が日本本土に強制疎開される[4]。

1945年（昭和20年）
- 2月19日 - 米軍が硫黄島に上陸し、硫黄島の戦いが始まる。
- 3月26日 - 日本軍の組織抵抗の終結に伴い、硫黄島が米軍の軍政下に入る。
- 8月15日 - 太平洋戦争が終結する。
- 9月3日 - 降伏文書の調印が行われ、小笠原諸島の日本軍は米軍に降伏したため、小笠原諸島全域が事実上米海軍の軍政下に入る[22]。

1946年（昭和21年）
- 1月29日 - SCAPIN-677が指令され、小笠原諸島全域における日本の施政権が停止される。
- 3月19日 - 米軍が欧米系島民およびその配偶者に限り父島への帰島を許可する[27]。
- 10月17日 - 欧米系島民のうち129人が駆逐艦欅で父島に帰島する[26]。
- 10月19日 - 小笠原諸島代表委員会（五人委員会）が設立される[1]。

1947年（昭和22年）
- 7月 - 欧米系島民以外の旧島民によって小笠原島・硫黄島帰郷促進連盟が設立される[41]。

1948年（昭和23年）
- 小笠原諸島貿易会社（Bonin Islands Trading Company 略称：BITC）が設立される。

1951年（昭和26年）
- 日本の気象庁がアメリカ政府の委託を受け、南鳥島で気象観測業務を行う[17]。
- 小笠原諸島裁判所（Bonin island court）が設置される[68]。

1952年（昭和27年）
- 4月28日 - サンフランシスコ平和条約の発効に伴い、アメリカが小笠原諸島の行政、立法、司法のすべての権限を行使することが規定される。そのため東京都小笠原支庁および各村の役場が廃止される[4]。
- 10月 - アメリカ政府関係者による父島の現地調査が行われる[42]。

1955年（昭和30年）
- 11月 - 小笠原諸島代表委員会の代表団が訪米し、アメリカ国防総省及びアメリカ国務省の関係者と面会する[50]。

1956年（昭和31年）
- ラドフォード提督初等学校（Admiral Radford Elementary School）が設立される[69]。
- 10月 - 父島と硫黄島に核兵器が保管され始める[47]。

1963年（昭和38年）
- 南鳥島ロランC局が完成したことを受け、日本の気象庁職員が南鳥島から撤収する[17]。

1965年（昭和40年）
- 5月 - 第1回墓参団が父島と硫黄島を訪問する[4]。

1967年（昭和42年）
- 5月23日 - 三木武夫外務大臣が参議院予算委員会第2分科会の答弁において、小笠原と沖縄の問題を分けて考えることは悪い考えではないという見解を示す[56]。
- 10月 - 共同宣言起草に向けた日米協議が始まる[60]。
- 11月15日 - 佐藤栄作首相とリンドン・ジョンソン大統領が会談した結果、日米間で南方諸島及びその他の諸島に関する日本国とアメリカ合衆国との間の協定（米国との小笠原返還協定）が締結される。
- 12月8日 - 「小笠原復帰対策本部」が設置される[64]。

1968年（昭和43年）
- 1月18日 - 海上自衛隊の護衛艦たかつきと海上保安庁の巡視船いずが父島に派遣され、30人あまりの代表団が10日間にわたって現地調査を行う[64]。
- 4月5日 - 日米間で米国との小笠原返還協定の本協定が締結・調印される。
- 5月22日 - 米国との小笠原返還協定が、採決を棄権した日本共産党を除き全会一致で国会の承認を受ける[63]。
- 6月26日 - 小笠原諸島が日本に復帰する。

## 地理

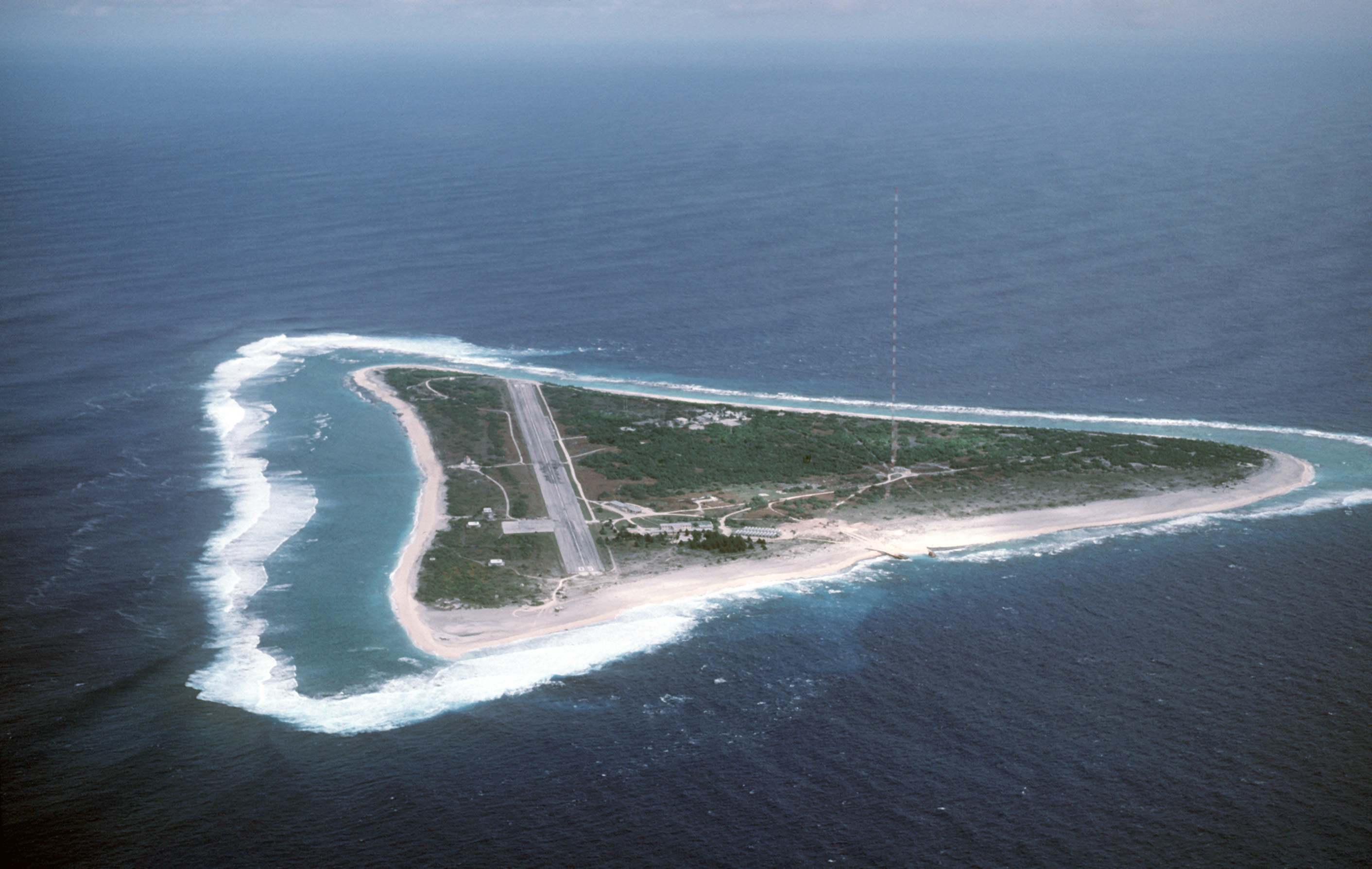
1987年（昭和62年）の南鳥島。滑走路右側にある塔が南鳥島ロランC局である。

サンフランシスコ平和条約と南方諸島及びその他の諸島に関する日本国とアメリカ合衆国との間の協定によると、ここで定義されている南方諸島及びその他の諸島とは、孀婦岩の南の南方諸島（小笠原群島、西之島及び火山列島を含む。）並びに沖ノ鳥島及び南鳥島となっている。なお、SCAPIN-677にはこの他に中ノ鳥島の名があるが、これは実在しない島である。
また、返還まで一般住民のいる島は父島のみで、ほかに父島、硫黄島、南鳥島に米軍が駐留していた。南鳥島は1945年（昭和20年）から米軍が駐留していたが、1947年（昭和22年）の台風発生に伴う高潮で被害を受けたために撤退し、一時無人島となっていた。その後、1951年（昭和26年）から日本の気象庁がアメリカ政府の委託を受けて気象観測業務を行ったが、1963年（昭和38年）に南鳥島ロランC局が完成したことを受けて撤収し、以後返還後に至るまでアメリカ沿岸警備隊が駐留した。ほかは母島を含めて全て無人島であった。

## 政治
小笠原諸島は、サンフランシスコ平和条約第2章第3条によって、沖縄と同様に日本の潜在的主権が確認されていた。しかし、サンフランシスコ平和条約第2章第3条には、アメリカを小笠原諸島に対する唯一の施政権者とすることも規定されていたため、小笠原諸島は返還までアメリカ海軍の軍政下に置かれた。
アメリカによる小笠原諸島統治の最高責任者は小笠原諸島米国軍政府（United States Military Government of the Bonin islands）長官であり、アメリカ海軍太平洋艦隊司令官が兼務した。また、小笠原諸島米国軍政府副長官はグアムに駐在するマリアナ地域司令官（Commander Marianas）が兼務し、その下に小笠原諸島に対する実務を担当する、小笠原・マリアナ諸島軍政府主任将校（Cheif Military Government officer Bonins-Marianas islands group）と実際に父島に駐在した小笠原諸島軍政府代表（Military Government Representative of the Bonin islands）が置かれた。この体制は1947年（昭和22年）7月に太平洋諸島信託統治領が発足し、サイパンを含む北マリアナ諸島がその一部となった後も変化はなかった。そのため小笠原諸島は、日本が潜在的主権を持つのにもかかわらず、行政上は太平洋諸島信託統治領と一括で管理されることになった。
住民自治は小笠原諸島代表委員会（五人委員会）が行った。小笠原諸島代表委員会は18歳以上の島民から選挙によって選出された5人が月に1回集まり、住宅、農業、漁業について話し合う機関であった。選挙は毎年6月に行われ、最も投票数が多かった候補者が議長、2番目に多かった候補者が財政担当者となり、3～5番目に多かった候補者は委員に選出された。また軍政府代表が委員会の顧問を務めた。

## 司法
1951年（昭和26年）に小笠原諸島裁判所（Bonin island court）が設置され、裁判官には小笠原諸島代表委員会が任命した者が任期1年で就任した。小笠原諸島代表委員会の委員たちは裁判所の補助メンバーとなり、また軍政府代表が裁判所の顧問を務めた。

## 住民
欧米系島民およびその配偶者と米軍関係者が在住しており、島民はアメリカ施政権下でも日本国籍を保持していた。また、島民男性の中には米軍から許可をもらい、日本本土でお見合いをする者もいた。なお、1967年（昭和42年）時点での人口は以下の通りである。
| 島     | 民間人         | 海軍軍人 | 空軍軍人 | 沿岸警備隊員 | 軍属                         | 米軍関係者計          | 計  |
| ------ | -------------- | -------- | -------- | ------------ | ---------------------------- | --------------------- | --- |
| 父島   | 205 （34世帯） | 31       | 0        | 0            | 60 （内日本国籍者57）        | 91 （内日本国籍者57） | 296 |
| 硫黄島 | 0              | 0        | 39       | 35           | 0                            | 74                    | 74  |
| 南鳥島 | 0              | 0        | 0        | 34           | 5 （アメリカ国立気象局職員） | 39                    | 39  |
| 計     | 205            | 31       | 39       | 69           | 65                           | 204                   | 409 |

公用語は英語であったが、島民たちは日英混合の小笠原方言を話しており、家庭によって日本語や英語の理解度が異なっていた。そのため、島民の中には日本語の読み書きや敬語を上手に使えず、返還後に来島した東京都職員などとトラブルになるケースもあった。

## 産業
帰島当初、島民たちは農業、漁業を共同で行い、得た食料は全て世帯あたりの人数に応じて分配していた。1948年（昭和23年）に島民の積立金と米軍からの借入金を元に小笠原諸島貿易会社（Bonin Islands Trading Company 略称：BITC）が設立されると、各家庭で買い物ができるようになり、島で手に入らない食料品や日用品、衣類や玩具などの買い物についてはシアーズ（Sears）百貨店のカタログ販売が利用された。
島民の産業は農業、漁業が主であり、島民たちの多くは小笠原諸島貿易会社を介して農産品や海産物をグアムやサイパンへ輸出し、現金収入を得ていた。農業はバナナ、オレンジ、パパイヤなどの果物類、トマト、ブロッコリー、大根、ゴボウ、ニンジンなどの野菜類が栽培されたほか、製塩や養蜂も行われた。漁業はサワラ、マグロ、イスズミなどの魚類やウミガメが獲られ、島内で干物に加工されたのち輸出された。これらの産品によって、小笠原諸島貿易会社は設立1年後の時点で10,000ドルあまりの利益を得ていた。
この他に屑鉄拾いも行われ、遺棄された武器弾薬を山で拾い、その中から真鍮、鉄、銅を集めてグアムへ輸出していた。また米軍関係の仕事に就く者もおり、米軍基地内のバーでバーテンダーとして働く者やアメリカ海軍の掃海艇に乗り組む者もいた。

## 文化

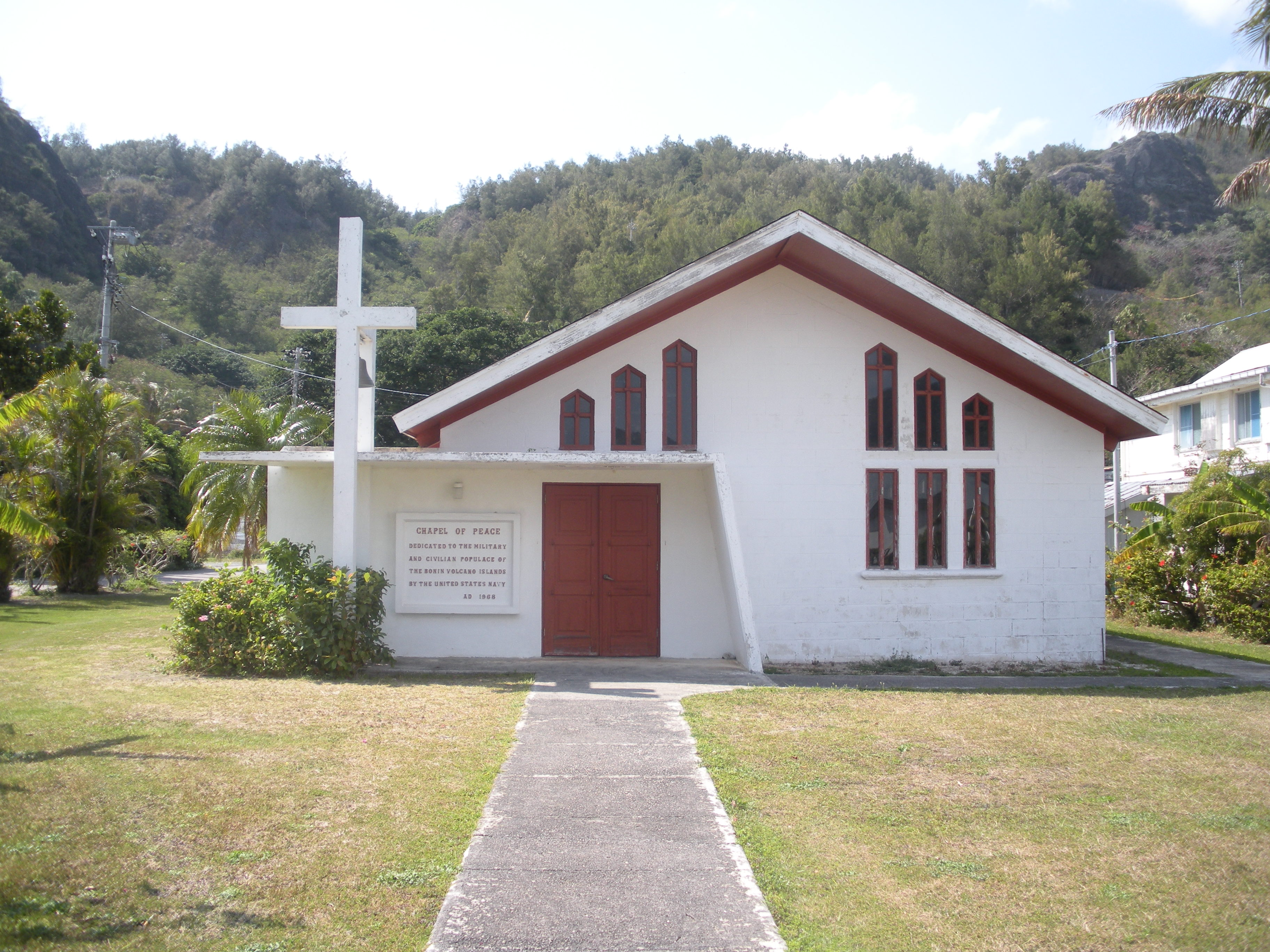
小笠原聖ジョージ教会

### アメリカ文化の影響
島民はプロテスタント（聖公会）が多かったため、クリスマスを祝ったり、復活祭にイースターエッグを作るといった宗教行事も行われた。また、ハロウィンやアメリカ独立記念日にはパーティが行われた。
銃の所持も自由であったため、ハンティングが盛んに行われた。ハンティングでは主に野生化したヤギやブタを狙い、父島島内だけでなく弟島や聟島列島まで船を出すこともあった。しかし、返還後日本の法律が適用されたことにより、自由に銃を扱えなくなった上、狩猟場におけるヤギの屠殺が禁止された結果、弟島や聟島列島ではヤギが異常繁殖して植生破壊を引き起こした。

### 日本文化の影響
食文化に関しては、パンやダンプリングのほか、沖縄と同様にスパムやコンビーフ、チリコンカーンの缶詰も食べられた。しかしながら、米食をはじめ日本の影響も強く、鉄火味噌や糠漬けも食べられた。茶や味噌、醤油などは島では稀少であったため、台風の際に父島の湾内へ避難してきた日本船の船員から、果物と物々交換で入手することもあった。

## 交通

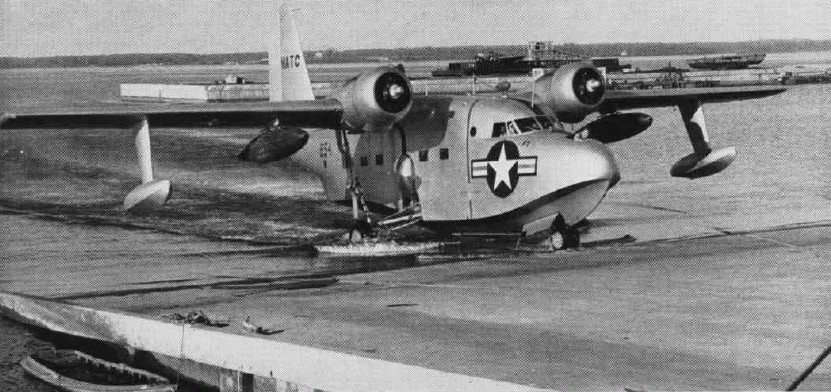
HU-16型飛行艇

アメリカ海軍の輸送船や揚陸艦が不定期に就航したほか、月に1回、グアムとの間に3機のHU-16D型飛行艇が就航していた。これらのHU-16D型飛行艇には「チチ・バード」の愛称がつけられ、父島～グアム間を5時間で結んだ。また、島には1952年（昭和27年）5月から軍医が常駐したが、重病の場合はグアムで治療を受けた。しかし、日本本土との行き来は特別な許可がない限り禁止されており、前述のお見合いを除くと歯科治療の場合のみ渡航の許可が下りることがあった。島民は特定の国のパスポートを所持しておらず、アメリカ海軍が発給した渡航証明書でグアムや日本本土へ渡航した。
また、日本人の小笠原諸島への渡航は1965年（昭和40年）5月の墓参団など特別な場合を除いて許可は下りなかった。台風接近の際に、日本の漁船が父島の湾内で仮泊することは認められたが、船員の上陸は許可されなかった。

## 教育
島民子弟への教育は、帰島当初は米軍兵舎の一角で行われ、イギリスの商社で40年間働いていた欧米系島民のフランク・ゴンザレス（Frank Gonzales）が英語で授業を行った。その後1956年（昭和31年）にラドフォード提督初等学校（Admiral Radford Elementary School）が設立され、ハワイから日系人の教師2名を含む4名が着任し、島民および米軍子弟の教育にあたった。生徒数は1968年（昭和43年）当時69名で、そのうち島民は60名、米軍子弟は9名であった。
教育制度はアメリカと同様であり、幼稚園から7年生（1966年（昭和41年）より9年生）まではラドフォード提督初等学校で教育が行われ、卒業後グアムの高校に進学した。またその間の学費は無料であった。授業は全て英語で行われ、日本語を話すと叱られることもあった。生徒たちは大きな部屋で全学年一緒に勉強し、朝登校して星条旗を掲揚した後、昼は一旦家に帰って昼食を摂り、午後再び登校した。野外映画やキャンプなどの課外授業は頻繁に行われ、潜水艦や米軍基地に見学へ行くこともあった。また、小笠原諸島の日本返還が決まると、日本語の読み書きなど返還に向けた準備教育も行われた。
グアムに進学した生徒たちは、アメリカ海軍関係者の「スポンサー」の家にホームステイし、そこから通学した。スポンサーとそりが合わない場合は、1年ごとにスポンサーを変えることもできた。そのまま大学に進学する者もいたが、返還時に日本の高校生の年齢であった生徒は、新設された東京都立小笠原高等学校に編入学した。